# Bolha da NBA (2020)

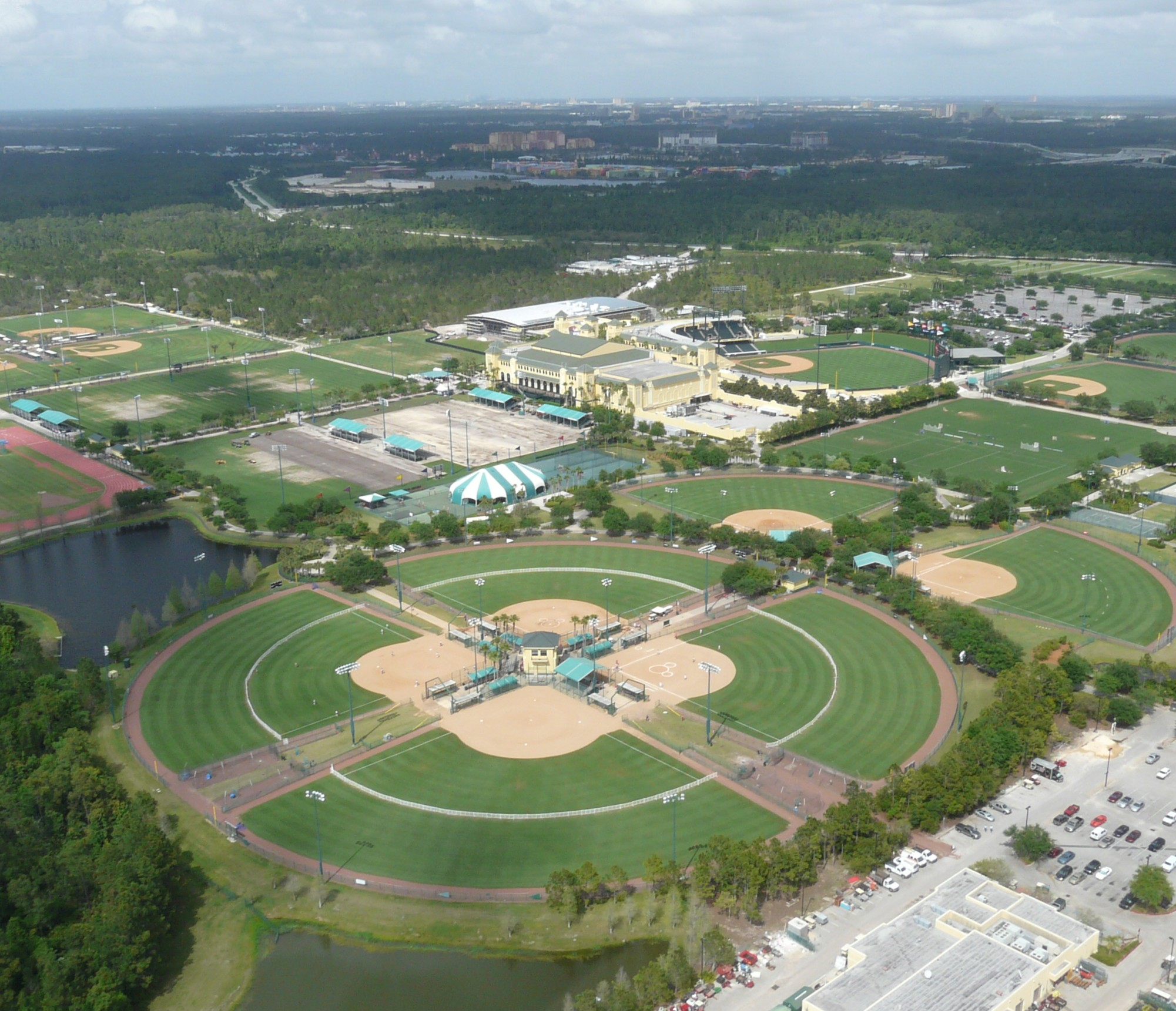
Uma vista aérea do Complexo ESPN Wide World of Sports

A Bolha da NBA (2020), também conhecido como NBA Bubble, Disney Bubble ou Orlando Bubble, é a zona de isolamento com regras estritas criadas pela National Basketball Association (NBA) para proteger os jogadores dos times de sua liga durante a pandemia de COVID-19 durante a temporada de 2019–20. Vinte e duas equipes foram convidadas para o Walt Disney World, em Bay Lake, Flórida, para participar dos jogos da temporada regular e dos playoffs realizados no ESPN Wide World of Sports Complex. A bolha teve um investimento de US$ 170 milhões da NBA para proteger sua temporada, que foi interrompida pela pandemia Os jogos da bolha começaram em 30 de julho de 2020. Cada uma das equipes convidadas jogou oito jogos de seleção para concluir a temporada regular e determinar as vagas no playoff.

## Suspensão da temporada
Em 11 de março de 2020, a NBA anunciou a suspensão da temporada 2019-20 após o central do Utah Jazz, Rudy Gobert, testou positivo para COVID-19 horas antes do jogo do road game contra o Oklahoma City Thunder Em 4 de junho, o Conselho de Governadores da NBA aprovou 29 contra 1 (com o único dissidente sendo o Portland Trail Blazers ) retomando a temporada 2019-20 em Orlando, Flórida, no Walt Disney World, após consideração prévia de Las Vegas e Houston como outros locais potenciais Em 5 de junho, a National Basketball Players Association (NBPA) aprovou as negociações com a NBA.

## Retomada da temporada
Em 16 de junho de 2020, a NBA lançou um protocolo médico que será usado durante o reinício da temporada na bolha para garantir a saúde e a segurança dos jogadores, treinadores, dirigentes e funcionários. Isso inclui testes regulares para COVID-19 antes e durante o reinício da temporada, uso de cobertura facial ou máscara e distanciamento social para evitar a ocorrência de um surto de COVID-19. Os jogadores e treinadores considerados do "grupo de risco" por sua equipe, ou jogadores que já sofreram lesões no final da temporada antes da suspensão da temporada, não terão permissão para jogar e também não perderão nenhum salário. Qualquer jogador com autorização médica também pode recusar-se a participar, mas perderá seus contracheques correspondentes.
O protocolo delineou seis fases para garantir uma transição suave para a bolha e um final de temporada bem-sucedido:
- A fase 1 do plano durou de 16 a 22 de junho, consistindo em jogadores viajando de volta às cidades de seus respectivos times.

- Na Fase 2, de 23 a 30 de junho, os testes COVID-19 começaram a ser administrados aos jogadores em dias alternados .

- Na Fase 3, de 1º a 11 de julho, os treinos individuais obrigatórios foram realizados nas instalações da equipe, mas os treinos em grupo foram proibidos.[12]

- A fase 4 foi de 7 a 21 de julho, consistindo das equipes viajando para a Disney World e conduzindo os treinos. Qualquer jogador com teste positivo nas fases anteriores não poderia viajar até que fosse clinicamente liberado para fazê-lo. Assim que as equipes chegam a Orlando, os jogadores e a equipe são isolados em seus quartos, e precisam passar por dois testes de reação em cadeia da polimerase (PCR) com 24 horas de intervalo antes de serem liberados da quarentena.[12] Eles ainda serão testados regularmente para COVID-19 ao longo da temporada. Um jogador com resultado positivo será isolado e retestado em caso de falso positivo; se COVID-19 for definitivamente confirmado, ele ficará em quarentena por pelo menos 14 dias para se recuperar.[14] Os jogadores e funcionários não terão permissão para entrar no quarto de outra pessoa, nem poderão se socializar com jogadores de outras equipes hospedados em um edifício de hotel diferente. Eles terão acesso a comida e atividades recreativas dentro da bolha de seu hotel, mas terão que usar máscaras dentro de casa, exceto ao comer. Qualquer pessoa que sair da bolha sem aprovação prévia terá que ficar em quarentena por pelo menos 10 dias.

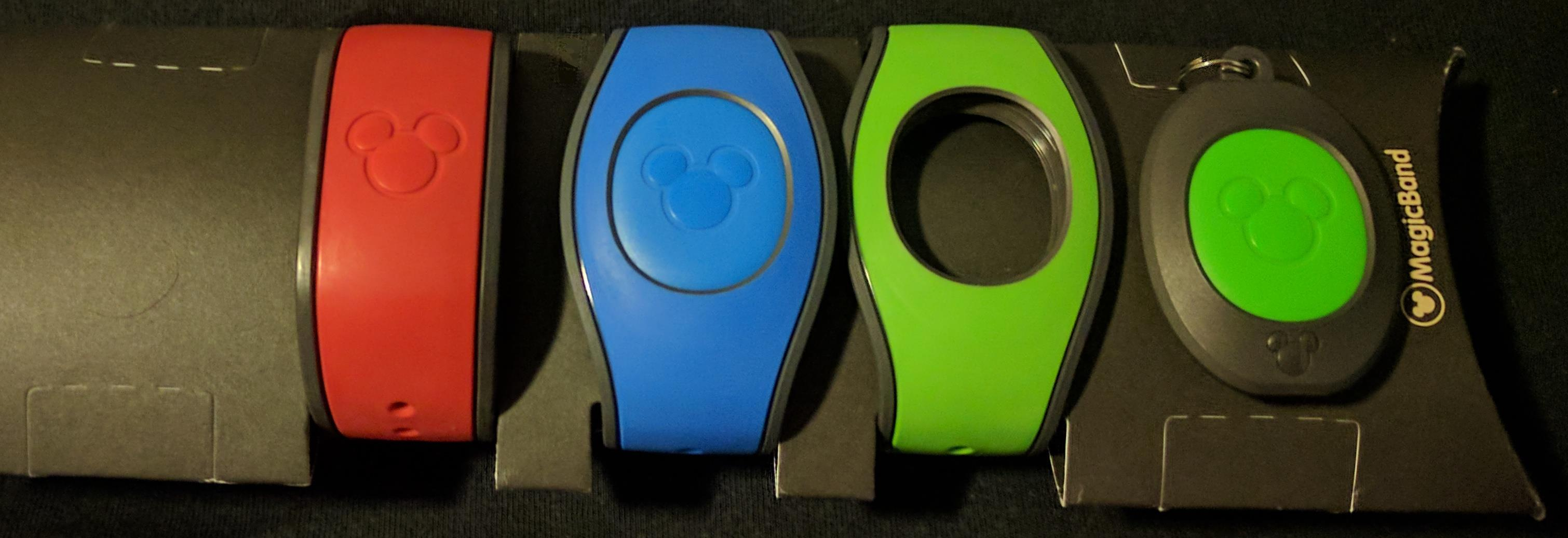
Disney MagicBands

- Durante a Fase 5, de 22 a 29 de julho, as equipes jogaram três jogos amistosos contra as outras equipes que estavam no mesmo hotel.

- Durante a Fase 6, como os jogos de semeadura da temporada regular e playoffs estão em andamento e as equipes começam a ser eliminadas da contenção, os jogadores e a equipe desses clubes devem passar por um teste final COVID-19 antes de deixarem o Disney World.[14]

Como os torcedores não puderam assistir pessoalmente, a NBA instalou telas de 5 metros para permitir que 300 torcedores virtuais "assistissem" aos jogos.
Magic Bands especiais da Disney também foram dados aos jogadores, treinadores e funcionários e reconfigurados como passaportes e rastreadores de contato dentro da bolha para combater a propagação do vírus, com transponders semelhantes aos das entradas e atrações do parque sendo instalados em cada instalação de treino e frente da arena portão e só permitindo a entrada quando um titular de MagicBand registrou sua temperatura e gráfico de saúde naquele dia.
Em 30 de julho, a temporada foi retomada conforme planejado, com o Utah Jazz derrotando o New Orleans Pelicans e o Los Angeles Lakers derrotando o Los Angeles Clippers . Os jogos serão disputados em três locais da Disney no Complexo ESPN Wide World of Sports: o HP Field House, o Visa Athletic Center e a The Arena.

## Regras
A NBA produziu um livro de regras de mais de 100 páginas para proteger seus jogadores em uma tentativa de salvar o restante da temporada. As regras incluem períodos de isolamento, requisitos de teste e potencial para penalidades financeiras. Qualquer jogador sujeito a períodos de isolamento quando um jogo for agendado deve desistir de participar do jogo para completar seu isolamento. A NBA tem uma linha direta que permite que as pessoas denunciem anonimamente jogadores que quebraram as regras da bolha, que os jogadores chamam de "linha direta do pomo" As máscaras devem sempre ser usadas pelos jogadores, com exceção de alimentação e exercícios. Além disso, os funcionários que trabalham nessas instalações devem usar máscaras e luvas o tempo todo. Além disso, a equipe não é obrigada a colocar em quarentena. Os jogadores não foram obrigados a entrar na bolha e pelo menos 10 jogadores se recusaram a entrar em seus times. Ninguém pode receber convidados e toda a comida é preparada dentro da bolha. Até agora, apenas três jogadores foram citados por violar as regras da bolha: Lou Williams, Richaun Holmes e Bruno Caboclo .
Os jogadores podiam usar muitas das instalações da Disney, como piscinas, campos de golfe, bicicletas, áreas de jogos, barbeiros, boliche, pingue-pongue e serviços de spa.

## Eficácia
A bolha provou ser extremamente eficaz na prevenção da disseminação do COVID-19.
Antes do reinício do jogo em 30 de julho, houve duas semanas consecutivas de zero jogadores com teste positivo para COVID-19.
Esta seqüência continuou após o jogo ser retomado, com quatro semanas consecutivas de zero jogadores testando positivo para COVID-19, em 12 de agosto.

## Reação
Esta decisão da NBA recebeu uma reação mista de seus jogadores e treinadores, com alguns jogadores se referindo a isso como uma sentença de prisão. Outros jogadores reclamaram da comida, com o pivô do Philadelphia 76ers, Joel Embiid, mostrando sua refeição e dizendo que ele estava "definitivamente perdendo 22 kg". Depois de chegar à bolha, o atacante do Orlando Magic Aaron Gordon disse que foi "estranho", enquanto o guarda do Utah Jazz, Mike Conley Jr., descreveu a sensação como "surreal". Perto do final da temporada regular, o comissário da NBA, Adam Silver, afirmou que a bolha foi "melhor do que tínhamos imaginado".

## Equipes / Resultados
Foram 22 times que foram convidados para a bolha: os 16 times em posição de playoff e os seis times em seis jogos de posição de playoff, com seus recordes de classificação e geral.

### Semeando
| # | Team                   | Overall | Overall | Overall | Overall | Overall | Seeding | Seeding | Seeding |
| # | Team                   | W       | L       | PCT     | GB      | GP      | W       | L       | PCT     |
| - | ---------------------- | ------- | ------- | ------- | ------- | ------- | ------- | ------- | ------- |
| 1 | z – Milwaukee Bucks*   | 56      | 17      | .767    | –       | 73      | 3       | 5       | .375    |
| 2 | y – Toronto Raptors*   | 53      | 19      | .736    | 2.5     | 72      | 7       | 1       | .875    |
| 3 | x – Boston Celtics     | 48      | 24      | .667    | 7.5     | 72      | 5       | 3       | .625    |
| 4 | x – Indiana Pacers     | 45      | 28      | .616    | 11.0    | 73      | 6       | 2       | .714    |
| 5 | y – Miami Heat*        | 44      | 29      | .603    | 12.0    | 73      | 3       | 5       | .375    |
| 6 | x – Philadelphia 76ers | 43      | 30      | .589    | 13.0    | 73      | 4       | 4       | .500    |
| 7 | x – Brooklyn Nets      | 35      | 37      | .486    | 20.5    | 72      | 5       | 3       | .625    |
| 8 | x – Orlando Magic      | 33      | 40      | .452    | 23.0    | 73      | 3       | 5       | .375    |
| 9 | o – Washington Wizards | 25      | 47      | .347    | 30.5    | 72      | 1       | 7       | .125    |

| #  | Team                       | Overall | Overall | Overall | Overall | Overall | Seeding | Seeding | Seeding |
| #  | Team                       | W       | L       | PCT     | GB      | GP      | W       | L       | PCT     |
| -- | -------------------------- | ------- | ------- | ------- | ------- | ------- | ------- | ------- | ------- |
| 1  | c – Los Angeles Lakers*    | 52      | 19      | .732    | –       | 71      | 3       | 5       | .375    |
| 2  | x – Los Angeles Clippers   | 49      | 23      | .681    | 3.5     | 72      | 5       | 3       | .625    |
| 3  | y – Denver Nuggets*        | 46      | 27      | .630    | 7.0     | 73      | 3       | 5       | .375    |
| 4  | y – Houston Rockets*       | 44      | 28      | .611    | 8.5     | 72      | 4       | 4       | .500    |
| 5  | x – Oklahoma City Thunder  | 44      | 28      | .611    | 8.5     | 72      | 4       | 4       | .500    |
| 6  | x – Utah Jazz              | 44      | 28      | .611    | 8.5     | 72      | 3       | 5       | .375    |
| 7  | x – Dallas Mavericks       | 43      | 32      | .573    | 11.0    | 75      | 3       | 5       | .375    |
| 8  | p – Portland Trail Blazers | 35      | 39      | .473    | 18.5    | 74      | 6       | 2       | .750    |
| 9  | p – Memphis Grizzlies      | 34      | 39      | .466    | 19.0    | 73      | 2       | 6       | .250    |
| 10 | o – Phoenix Suns           | 34      | 39      | .466    | 19.0    | 73      | 8       | 0       | 1.00    |
| 11 | o – San Antonio Spurs      | 32      | 39      | .451    | 20.0    | 71      | 5       | 3       | .625    |
| 12 | o – Sacramento Kings       | 31      | 41      | .431    | 21.5    | 72      | 3       | 5       | .375    |
| 13 | o – New Orleans Pelicans   | 30      | 42      | .416    | 22.5    | 72      | 2       | 6       | .250    |

Notas
- z - Obteve o melhor recorde na liga
- c - Obteve o melhor recorde na conferência
- y - Título de divisão conquistado
- x - Ponto conquistado no playoff
- p - Jogo de jogo conquistado
- o - Eliminado da contenção do playoff
- * - Líder / vencedor da divisão

### Play-In

#### Conferência Oeste: (8) Portland Trail Blazers vs. (9) Memphis Grizzlies
Como 8º cabeça-de-chave, o Portland deve vencer um jogo, enquanto o Memphis deve vencer dois.
| August 15 |                          |  | Árbitros: James Capers, Pat Fraher, and Tony Brown |  |
| August 15 | Portland wins series 1–0 |  | Árbitros: James Capers, Pat Fraher, and Tony Brown |  |

### Jogos decisivos
Predefinição:2020 NBA playoffs

## Prêmios
Prêmios especificamente para o jogo da bolha também foram anunciados, com Damian Lillard nomeado Bubble MVP após uma média de 37,6 pontos por jogo.
| Prêmio                    | Destinatário (s)                           |
| ------------------------- | ------------------------------------------ |
| Jogador mais valioso      | PG Damian Lillard (Portland Trail Blazers) |
| Treinador da bolha        | Monty Williams (Phoenix Suns)              |
| Equipe All-Bubble First   | SF TJ Warren (Indiana Pacers)              |
| Equipe All-Bubble First   | SF Luka Dončić (Dallas Mavericks)          |
| Equipe All-Bubble First   | SG James Harden (Houston Rockets)          |
| Equipe All-Bubble First   | SG Devin Booker (Phoenix Suns)             |
| Equipe All-Bubble First   | PG Damian Lillard (Portland Trail Blazers) |
| Segunda equipe All-Bubble | PF Kristaps Porziņģis (Dallas Mavericks)   |
| Segunda equipe All-Bubble | PF Michael Porter Jr. (Denver Nuggets)     |
| Segunda equipe All-Bubble | SF Giannis Antetokounmpo (Milwaukee Bucks) |
| Segunda equipe All-Bubble | SF Kawhi Leonard (Los Angeles Clippers)    |
| Segunda equipe All-Bubble | SG Caris LeVert (Brooklyn Nets)            |

## Locais e bases
Além dos três locais do ESPN Wide World of Sports Complex que hospedam os jogos, três resorts oficiais da Disney foram escolhidos para hospedar as equipes, com as equipes sendo organizadas com base em seus respectivos registros antes de entrar na bolha.
| Localização                           | Tipo                     | Área                              | Função |
| ------------------------------------- | ------------------------ | --------------------------------- | --- |
| A Arena                               | Local                    | ESPN Wide World of Sports Complex | Quadra primária, usada para jogos transmitidos pela televisão nacional, incluindo todos os jogos das finais da conferência em diante. |
| HP Field House                        | Local                    | ESPN Wide World of Sports Complex | Quadra secundária, a ser utilizada até as finais da conferência. |
| Visa Athletic Center                  | Local                    | ESPN Wide World of Sports Complex | Tribunal terciário, usado principalmente para jogos não nacionais. |
| Disney's Grand Floridian Resort e Spa | Base                     | Área do Magic Kingdom Resort      | Hospedou o Orlando Magic, Oklahoma City Thunder, Philadelphia 76ers, Houston Rockets, Indiana Pacers, Dallas Mavericks, Brooklyn Nets e Memphis Grizzlies . |
| Resort Disney's Yacht Club            | Base                     | Área do Epcot Resort              | Hospedou os Portland Trail Blazers, Sacramento Kings, New Orleans Pelicans, San Antonio Spurs, Phoenix Suns e Washington Wizards . |
| Disney's Coronado Springs Resort      | Base / Centro de Prática | Área de resort do Animal Kingdom  | Hospedou o Los Angeles Lakers, Milwaukee Bucks, Toronto Raptors, Los Angeles Clippers, Boston Celtics, Denver Nuggets, Utah Jazz e Miami Heat no Gran Destino Tower. Todas as quadras de prática das respectivas equipes também estão localizadas dentro do centro de convenções. |

## Cronograma
A bolha segue a programação abaixo: 
| Etapa / Rodada                            | datas                         |
| ----------------------------------------- | ----------------------------- |
| Campo de treinamento                      | 9 a 11 de julho               |
| Scrimmages                                | 22 a 28 de julho              |
| Jogos de semeadura (temporada regular)    | 30 de julho a 14 de agosto    |
| Torneios play-in (se necessário)          | 15 a 16 de agosto             |
| Playoffs começam                          | 17 de agosto                  |
| Chegam familiares e convidados de equipes | 30 de agosto                  |
| Semifinais da Conferência                 | 31 de agosto - 13 de setembro |
| Finais da Conferência                     | 15 a 28 de setembro           |
| Finais da NBA                             |                               |

## Ativismo
Com os protestos de George Floyd em andamento, a NBA, a NBPA e as equipes trabalharam juntas para usar a bolha como uma plataforma para o movimento Black Lives Matter . Durante os aquecimentos e enquanto estavam sentados no banco, os jogadores usavam camisetas com letras grandes e o texto "Black Lives Matter". Esta frase também foi pintada em fonte grande em todas as quadras oficiais de basquete usadas para o jogo. Além disso, os jogadores tinham a opção de substituir os nomes nas costas de suas camisetas por uma declaração significativa de sua escolha em apoio ao movimento Black Lives Matter. O hino nacional foi pré-gravado com antecedência exclusivamente por artistas afro-americanos . Até agora, Jonathan Isaac é o único jogador a se apresentar durante o hino nacional e a optar por não usar a camisa de aquecimento Black Lives Matter, citando razões religiosas para sua decisão. Outros jogadores respeitaram sua decisão, mesmo que discordassem dele. O jogador do Miami Heat, Meyers Leonard, também escolheu ficar com a mão no coração. Seu raciocínio resumia-se ao seu apoio aos militares. Os treinadores do San Antonio Spurs, Gregg Popovich, um defensor do Black Lives Matter, e Becky Hammon também escolheram defender suas próprias razões. Sean Roberts, um membro republicano da Câmara dos Representantes de Oklahoma, ameaçou obter incentivos fiscais para o Oklahoma City Thunder se eles se ajoelharem. Todos os jogadores e treinadores do Thunder e do Utah Jazz adversário se ajoelharam de qualquer maneira.